# 林钧泽
林钧泽，清朝政治人物。
林钧泽曾于1895年接替张绍文任娄县知县一职，1896年由葛祥熊接任。